# طلبي
الطلبي بياء النسبة عند أهل المعاني عبارة عن الكلام الملقى على المتردد في الحكم، كقولك للمتردد إن زيدا قائم. والتوكيد في مثل هذا الكلام حسن.